# Heren van Neerlinter
De heren van Neerlinter waren een adellijke familie uit het hertogdom Brabant.
Tot 1146 vormden Diest en Neerlinter één heerlijkheid. De laatste gezamenlijke heer was Arnold I van Diest. Deze staatsman en ridder werd na de dood in 1142 van de hertog van Brabant, Godfried II, tot ruwaard of bestuurder van Brabant aangesteld omdat Godfried III, de erfgenaam en opvolger van de hertog, slechts één jaar oud was. Arnold I sneuvelde in 1146 in de slag bij Ransbeek. Zijn heerlijkheid werd verdeeld tussen zijn twee zonen: Arnold II werd heer van Diest, Geeraard werd heer van Neerlinter. Geeraard van Diest, bijgenaamd Bastijn, was dus de eerste afzonderlijke heer van Neerlinter. Hij komt voor in oorkonden van 1165 en 1180. Hij stond in groot aanzien bij de hertogen van Brabant. Volgden hem op: Jan, bijgenaamd Brienen, en na hem Arnold, die in 1288 sneuvelde in de slag bij Woeringen. Omdat Arnold geen mannelijke nakomelingen had, ging de heerlijkheid van Neerlinter terug naar Diest. De heren van Diest deden afstand van de heerlijkheid Neerlinter ten voordele van het Huis Rivieren, dat verwant was met de hertogen van Brabant en met de graven van Aarschot. Het Huis Rivieren zou vierhonderd jaar over Neerlinter heersen.
De eerste heer in Neerlinter van de familie Van Rivieren was Karel. Eén van de opmerkelijkste Neerlinterse heren was Karels kleinzoon, Raas I van Rivieren, een vechtjas. In 1383 hielp hij Zoutleeuw verlossen van een bende bannelingen uit Gent en Leuven die overal het wettig gezag ondermijnden en nog andere steden wilden innemen. Na drie dagen belegering waren alle muiters gevangengenomen of gedood. In 1388 werd Raas van Rivieren gevangengenomen tijdens de belegering van de stad Gaver, een allodiaal goed van de hertogen van Brabant, dat hertog Willem I van Gelre zich had toegeëigend. In 1408 nam Raas van Rivieren het initiatief om de kerk van Neerlinter weer op te bouwen. In 1419 gaf hij zijn goedkeuring om in Ransberg een kapel te bouwen. In 1421 ontstond publieke verontwaardiging in Brussel. Het gerucht ging dat Raas van Rivieren tijdens een twist de Jonker van Montjoie en de heer van Nassau gedood had, twee door het volk geliefde edellieden. Het was niet waar, deze edellieden waren niet dood. De heer van Neerlinter had wel met hen gevochten en was zelf gewond geraakt maar om de volkswoede te stillen zag de graaf van Sint-Pol, ruwaard van Brabant, zich verplicht om met de twee dood verklaarde edellieden op de Grote Markt te laten verschijnen. Raas van Rivieren werd gevangengenomen en opgesloten in de Steenpoort. Hij stierf op 21 mei 1425 en werd in het kartuizerklooster van Antwerpen begraven.
Nog een opmerkelijke heer van Neerlinter was Raas IV die op 27 juni 1459 het verhef van de Neerlinterse heerlijkheid deed, niet nadat hij eerst zijn vader belegerde en uithongerde in zijn kasteel in Heers. De bisschop van Luik was de arme vader er komen verlossen. Raas IV van Rivieren zou daarop een gesel worden voor de stad Luik. Hij was bijzonder welbespraakt en ruide de Luikse bevolking op tegen Lodewijk van Bourbon, de bisschop van Luik. Raas had het volk volledig aan zijn kant en hij zette het aan tot baldadigheden. Karel de Stoute, hertog van Bourgondië, zag zich daarom genoodzaakt de stad Luik te bestormen en in te nemen (1468). Raas van Neerlinter moest vluchten voor zijn leven.
Raas IV werd opgevolgd door Karel van Rivieren (cf. oorkonde van 1489), de heer die Neerlinter in de ongelukkige oorlog tegen de bisschop van Luik bracht (zie hoger) en die tot gevolg had dat het dorp een tijdlang geëxcommuniceerd was. Ook de vernieling van de kerk en de plundering van het dorp zou een gevolg zijn van de foute oorlogskeuze van heer Karel.
De laatste heer van Rivieren was Willem Francis Adriaan die het verhef deed op 2 juni 1681. De heerlijkheid van Neerlinter kwam na hem aan jonker Jan Francis van den Berge de Trips, die het verhef ervan deed op 1 april 1682.
Bij de afschaffing van de heerlijkheden in 1796 werd de laatste heer van Neerlinter, Filips Eugeen Theodoor Antoon, baron van Waha, vervangen door de eerste ‘maire’ van Neerlinter, Joachim Bruyninckx.

## Foto's

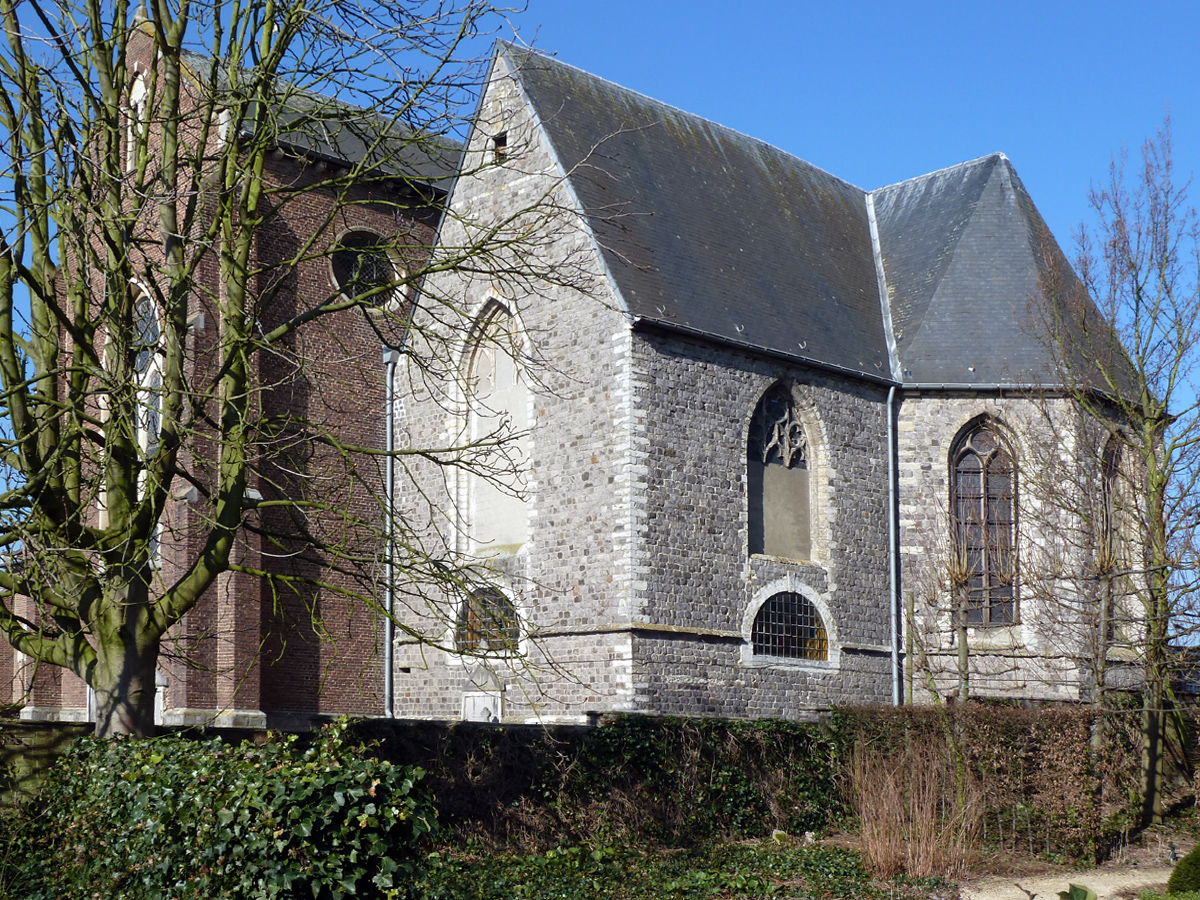
Privé-kapel van de heren van Neerlinter, nu sacristie
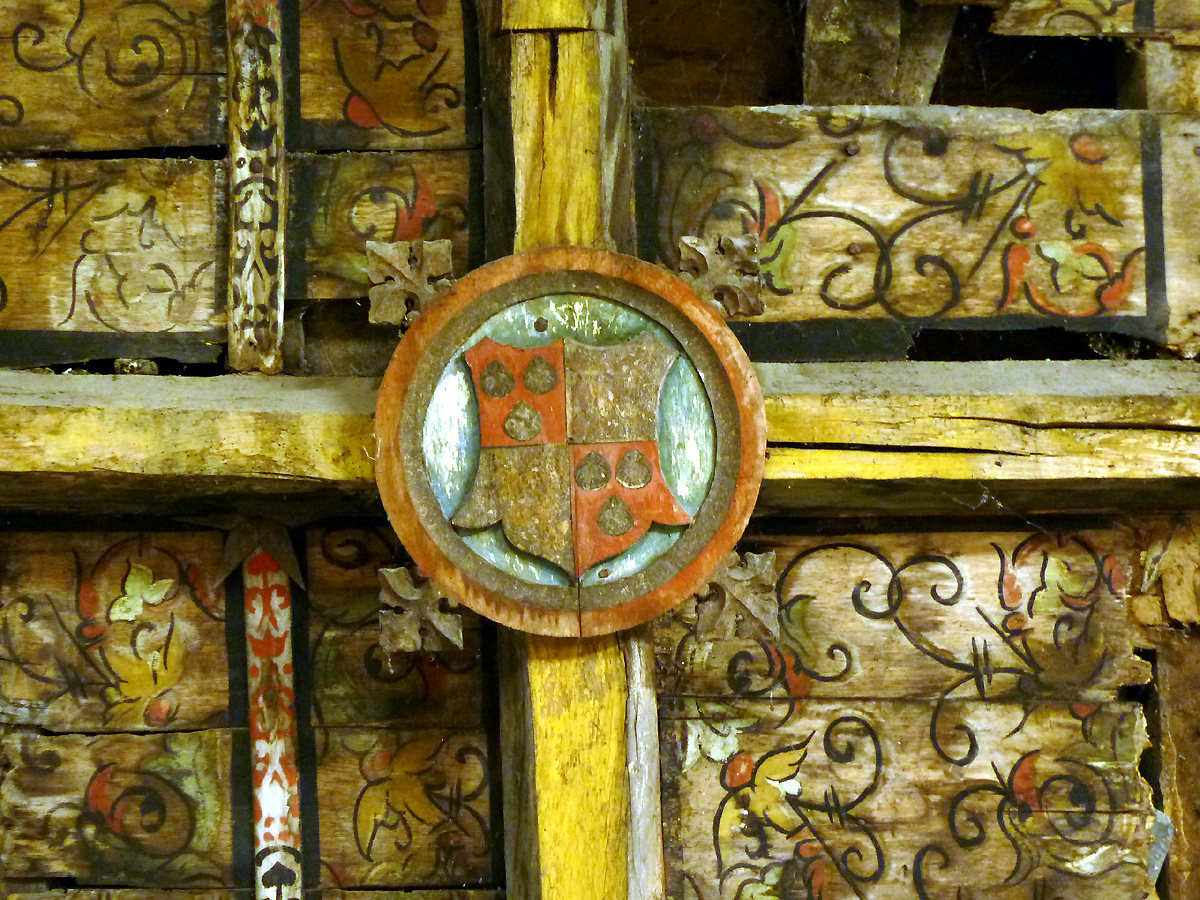
Wapenschild van de familie de Baillet van Neerlinter (plafond herenkapel Sint-Joris)
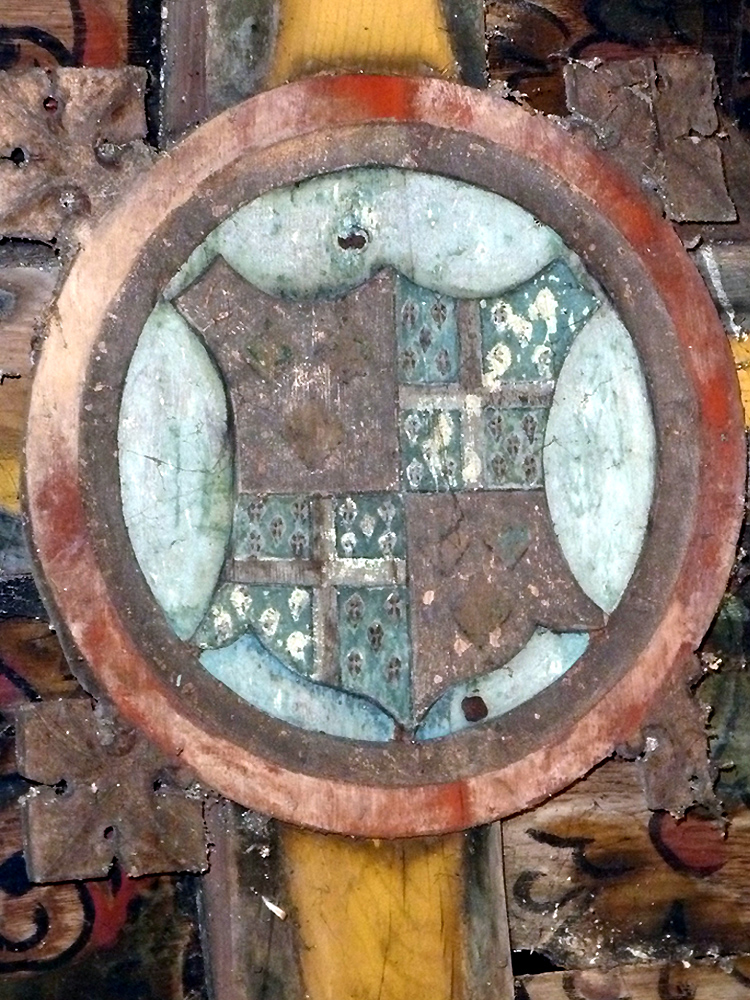
Wapenschild van de familie de Juppleu de Gesves (plafond herenkapel Sint-Joris)
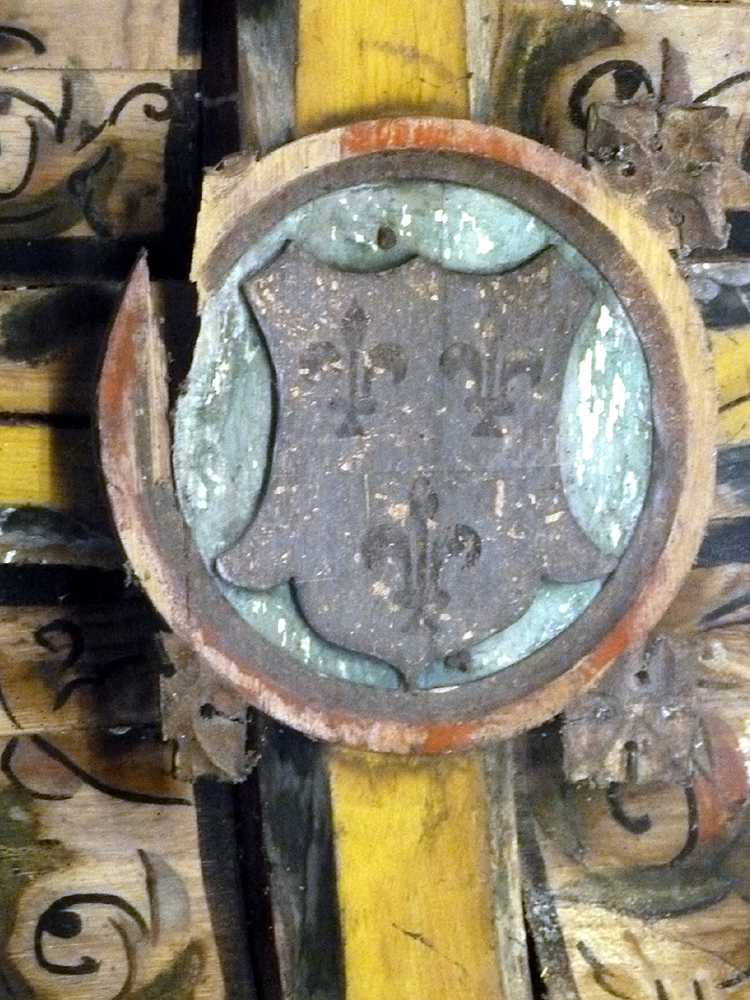
Wapenschild van de familie Van Rivieren-Aarschot (plafond herenkapel Sint-Joris)
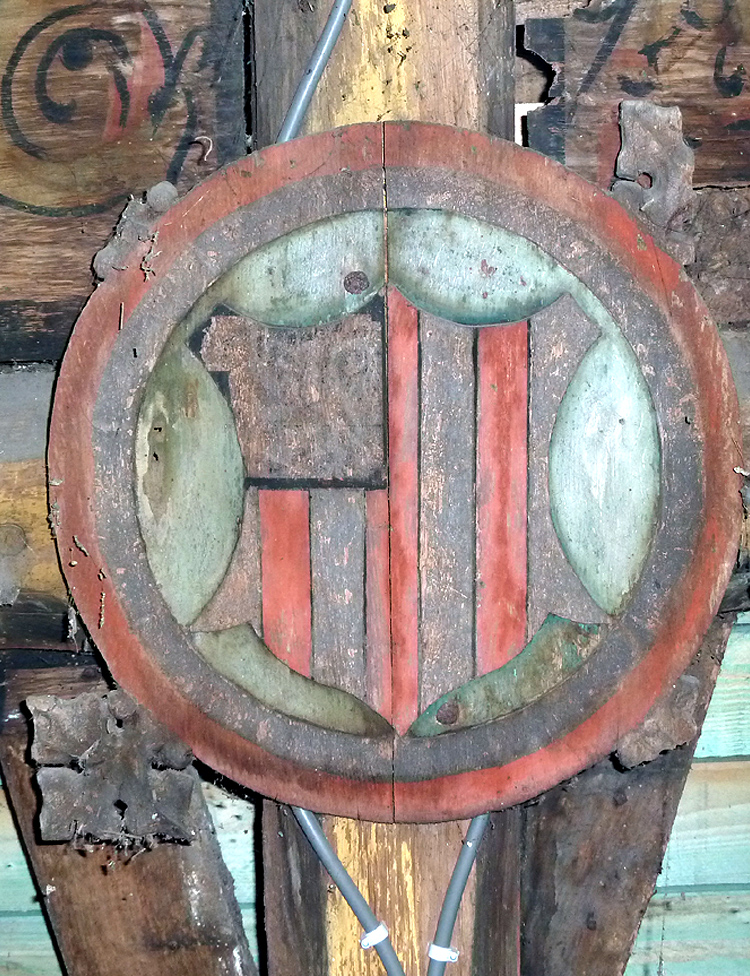
Wapenschild van de familie van Ranst de Berchem (plafond herenkapel Sint-Joris)